# Rana Ahmad
Rana Ahmad ou Rana Ahmad Hamd  (nascida em 1985 ) é o pseudônimo  de uma ativista dos direitos das mulheres síria e ex-muçulmana nascida em Riad, Arábia Saudita, que fugiu para a Alemanha em 2015, onde reside atualmente.  Sua fuga, assistida por Atheist Republic e Faith to Faithless, foi parcialmente documentada no documentário da Vice News Leaving Islam: Rescuing Ex-Muslims (2017). Sua autobiografia em alemão de 2018, Frauen dürfen hier nicht träumen ('Mulheres não podem sonhar aqui' ), também traduzida para o francês,  se tornou um dos 10 livros mais vendidos do Der Spiegel.  Em 2017, Ahmad fundou o Atheist Refugee Relief  com sede em Colônia, com o objetivo de fornecer 'assistência prática a refugiados sem religião e melhorar suas condições de vida por meio do trabalho político'. 

## Biografia
O pai de Ahmad veio da Síria para trabalhar como gerente de construção na Arábia Saudita em meados da década de 1970.  Quatro anos depois, casou-se com a mãe de Ahmad na Síria e levou-a para Riade.  Ahmad nasceu lá em 1985  e tem um irmão mais velho, um irmão mais novo e uma irmã mais velha.  Sua família era profundamente religiosa,  em suas palavras, 'uma família extremista em comparação com outras famílias em nossa sociedade', e ela e seus irmãos aprenderam o Alcorão desde os 4 anos de idade. 

### Problemas familiares
O irmão mais velho de Ahmad começou a suspeitar que ela estava saindo secretamente com homens e colocou um dispositivo de escuta secreto em seu quarto. Ao vê-la ligando para um amigo, ele invadiu o quarto dela e tentou matá-la, mas o pai ouviu seus gritos de socorro e interveio.   Após este incidente, Ahmad tentou suicídio cortando seus pulsos, mas novamente seu pai a encontrou a tempo de levá-la ao hospital e salvar sua vida.   Ahmad conseguiu um novo emprego como secretária em uma escola para crianças com deficiência mental. Enquanto isso, ela assumiu os estudos de inglês. 
Quando a sua mãe descobriu os tweets de Ahmad sobre dúvidas religiosas, ficou furiosa e colocou Ahmad em prisão domiciliária durante um mês sem acesso ao seu Laptop ou smartphone.  Sua mãe a forçou a orar e recitar o Alcorão.  Em 2014, ela foi forçada pela família a participar do hajj.   Ela procurou e encontrou a ajuda da Atheist Republic, bem como de outras organizações semelhantes online. Durante o hajj, ela tirou uma foto de si mesma segurando um pedaço de papel onde estava escrito “República Ateísta”, enquanto estava dentro da Grande Mesquita de Meca, de frente para a Caaba, o local mais sagrado do Islã.  Ela estava extremamente assustada porque sabia que seria morta se as pessoas ao seu redor vissem o papel e descobrissem sua descrença, mas ela queria contar à internet que existia como ateia em Meca e, como muitos descrentes na Arábia Saudita, não estava aqui por sua própria escolha.   Foi também a primeira vez que ela decidiu que deveria deixar o país rapidamente, ou de outra forma acabar com a sua vida.  Ela solicitou à Atheist Republic que carregasse a foto no Facebook depois que ela deixou Meca, e eles o fizeram em 3 de agosto de 2014; alguns dias depois, ela ficou surpresa ao descobrir que a foto havia se tornado viral.  

### Fuga
Ahmad fez planos para escapar do país, auxiliada por Faith to Faithless. A princípio, Ahmad tentou fugir para a Holanda, mas a embaixada se recusou a conceder o visto a ela. Depois disso, ela pensou em se casar com um homem com a mesma opinião para deixar o país, mas não encontrou candidato. Como seu passaporte sírio estaria desatualizado no final de 2015 e a embaixada síria na Arábia Saudita estava fechada (desde 2012 devido à Guerra Civil Síria), Ahmad teve que se apressar e só conseguiu fugir para um país sem exigência de visto, como a Turquia.  Como uma mulher estrangeira da Síria, seu empregador, e não seu pai, teve que conceder permissão para ela viajar para o exterior, e ela conseguiu convencê-lo de que estava saindo de férias com a família, então ele assinou os papéis para ela. 

## Ativismo na Alemanha
Nos anos seguintes, Ahmad deu muitas entrevistas a vários meios de comunicação, principalmente alemães e franceses, sobre as suas experiências e as suas opiniões políticas e religiosas, especialmente no que diz respeito à política da Arábia Saudita e do seu príncipe herdeiro Mohammed bin Salman, depois do dissidente Jamal Khashoggi ter sido assassinado em outubro de 2018.    Ahmad comentou que as autoridades sauditas não conseguiram estimular a emancipação das mulheres, pela qual muitos ativistas fizeram campanha, muitas vezes prendendo-as e, assim, enviando às mulheres a mensagem de que não têm futuro na Arábia Saudita e forçando-as a fugir do país. 
O documentário da Vice News, Leaving Islam: Rescuing Ex-Muslims, apresentando parte da jornada de vida de Ahmad da Arábia Saudita à Alemanha, foi transmitido em 10 de fevereiro de 2016.  Em 5 de março de 2016, três meses depois de chegar à Alemanha, Ahmad fez o seu primeiro discurso público em Colónia, numa reunião organizada pelo Conselho Central de Ex-Muçulmanos. Ela falou em árabe sobre sua vida na Arábia Saudita, sua fuga e sua opinião sobre como os países ocidentais deveriam tratar refugiados como ela, com o jornalista de televisão libanês-alemão Imad Karim fornecendo a tradução para o alemão. 